# ابزامس

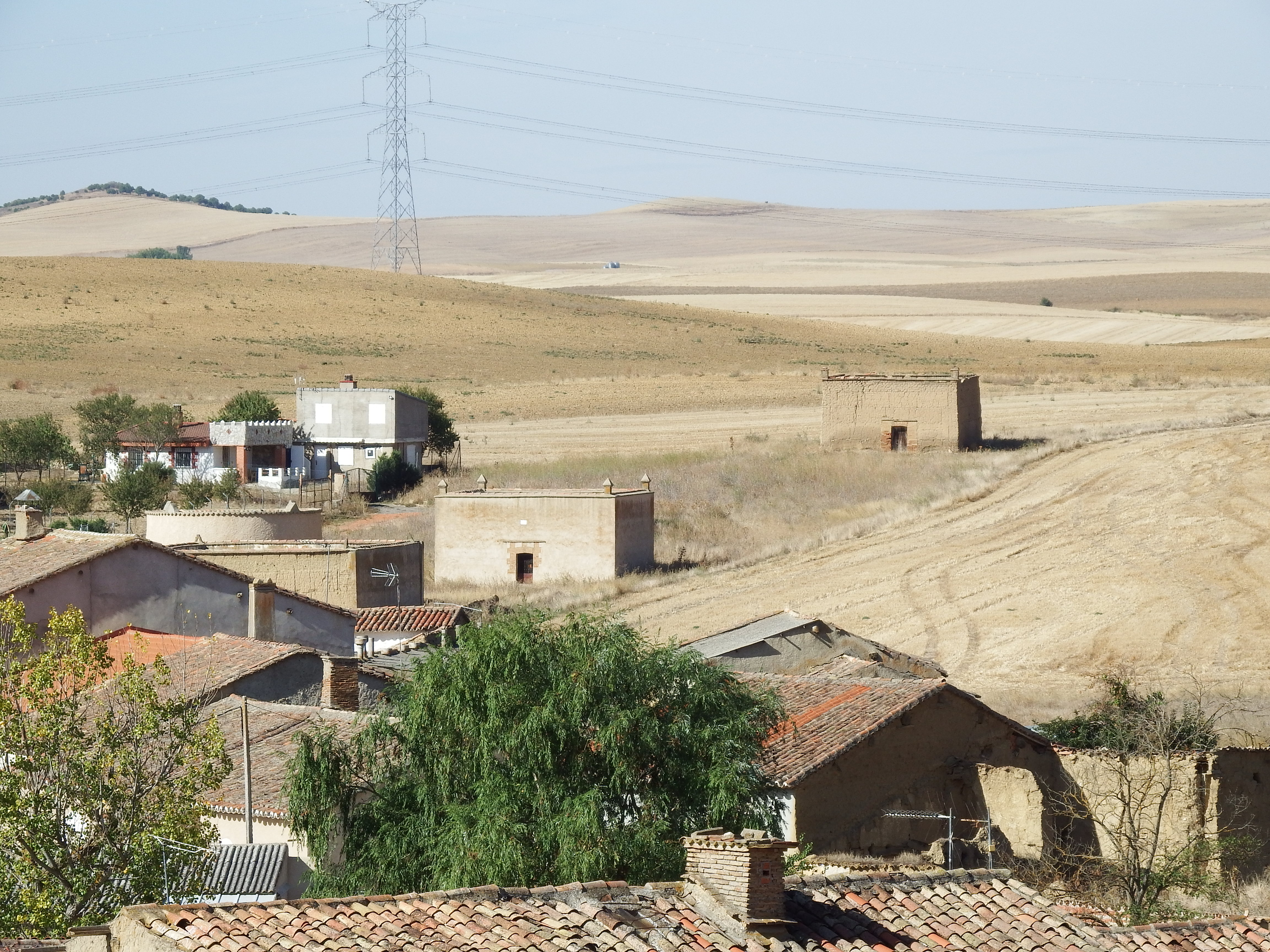
نمایی از ابزامس

ابزامس (به اسپانیایی: Abezames) یک شهرستان در اسپانیا با جمعیت ۹۵ نفر است که در استان سامرا واقع شده‌است.